# Microcrambus polingi
Microcrambus polingi là một loài bướm đêm trong họ Crambidae.